# 南峪乡
南峪乡，是中华人民共和国甘肃省甘南藏族自治州舟曲县下辖的一个乡镇级行政单位。

## 行政区划
南峪乡下辖以下地区：
南一村、南二村、旧寨村、安门村、真堆村、勒地村、磨坪村和吾松别村。